# Delas
Delas is een bestuurslaag in het regentschap Bangka Selatan van de provincie Bangka-Belitung, Indonesië. Delas telt 4638 inwoners (volkstelling 2010).